# Vibrissomyia erythrostoma
Vibrissomyia erythrostoma là một loài ruồi trong họ Tachinidae.